# バーチャル・プロレスリング
『バーチャルプロレスリング』は、アスミック・エースエンタテインメントより発売されたPlayStation用のプロレス3D対戦格闘ゲームである。
開発はザ・マンブリーズ（現シンソフィア）が担当している。
1996年9月13日に日本で発売し、その他の国では1997年に発売され、日本国内だけでなく、海外でも高い人気を誇る。
バーチャル・プロレスリングは日本のバーチャルプロレスリングシリーズの最初のタイトルとなり、マンデー・ナイト・ウォーズの最中に、リリースされたWCW最初のゲームとなった。

## 関連リンク
- シリーズについてはバーチャル・プロレスリングシリーズを参照。